# FUD
FUD (ang. fear, uncertainty, and doubt „strach, niepewność i wątpliwość”) – strategia ograniczenia zdolności zajmowania rynku przez konkurenta, polegająca na podawaniu w mediach lub bezpośrednio klientom nieprawdziwych lub niejasnych informacji o konkurencie i jego produktach. Zakłada, że nawet jeśli ktoś wie, że informacje te są nieprawdziwe, to jego przekonania zostaną zachwiane, co działa na korzyść stosującego tę strategię.